# Монталто (Арецо)
Монталто је насеље у Италији у округу Арецо, региону Тоскана.
Према процени из 2011. у насељу је живело 1057 становника. Насеље се налази на надморској висини од 246 м.